# Калумби
Калумби (порт. Calumbi)  —  муниципалитет в Бразилии, входит в штат Пернамбуку. Составная часть мезорегиона Сертан штата Пернамбуку. Входит в экономико-статистический  микрорегион Вали-ду-Пажеу. Население составляет 7205 человек на 2005 год. Занимает площадь 221 км².

## Статистика
- Валовой внутренний продукт на 2002 составляет 12.302 mil реалов (данные: Бразильский институт географии и статистики).

## География
Климат местности: сухой.